# Modèle du drapeau français

Modélisation de l'apparition du gradient de concentration de morphogène : les lignes fines jaune-orangé représentent les limites des cellules.

Le modèle du drapeau français (originellement problème du drapeau français) est une représentation conceptuelle d'un problème d'embryologie : l'origine de l'organisation spatiale de la différenciation cellulaire durant les premiers stades du développement de l'embryon. Ce problème est décrit en 1968 par Lewis Wolpert (1929-2021).
Dans le modèle du drapeau français, la différenciation cellulaire s'organise selon l'action de molécules de signal, dites morphogènes, qui agissent directement sur les cellules, selon des gradients de concentration déterminant l'intensité de l'effet, ou information positionnelle.

## Historique

### Modèle initial
En 1968, Lewis Wolpert, dans sa communication princeps, présente ce qu'il appelle The French flag problem ou Problème du drapeau français. Il considère le développement d'un embryon à l'image d'un drapeau tricolore dont le modèle reste permanent à toutes tailles et dimensions. Le problème est alors le suivant : comment, à partir d'une cellule unique (l'œuf), une lignée de cellules peut-elle créer plusieurs structures différentes (par exemple « trois couleurs »)?

Le problème du drapeau français, ou une façon de poser un problème-clé de l'embryologie.

En 1969, Wolpert propose une solution : des gradients de concentration de molécules de signalisation, dites morphogènes dans le cas de l'embryon. Les morphogènes trouvent leur origine au niveau d'une source localisée et diffusent au travers d'un tissu en développement, en formant un gradient de concentration pour signifier une information positionnelle,
Si l'on utilise le drapeau français comme modèle, les différentes couleurs du drapeau représentent différents états de la cellule, déterminés par la concentration du morphogène. Des concentrations élevées activent le gène « bleu », des concentrations plus faibles activent le gène « blanc », tandis que la couleur rouge désigne l'état par défaut des cellules, quand la concentration du morphogène est en dessous du seuil d'activation.
Ces substances sont à l'origine des motifs formés par les tissus et, en particulier, de la position des différentes cellules spécialisées dans un tissu. Ces cellules interprètent cette information positionnelle en fonction de leur histoire de développement en rapport avec leurs voisines.

### Évolution
Le modèle initial de Wolpert a été établi à partir de ses travaux portant sur le développement de l'hydre, mais dès 1969, il propose l'universalité de ce modèle, applicable à tous les organismes multicellulaires. Ce qui est accueilli avec scepticisme par beaucoup de ses pairs, car il introduit un équilibre dynamique, où chaque élément n'est pas voué à des conséquences irréversibles, mais changeantes à tout moment. Ce modèle théorique se distingue des théories de type domino où dans une séquence temporelle d'évènements, chaque évènement est spécifiquement dépendant d'un évènement précédent.
Il est toutefois encouragé par Sydney Brenner et Francis Crick (prix Nobel 1962) à poursuivre ses recherches sur le concept d'information positionnelle,. Depuis lors, ce concept a été validé dans plusieurs modèles de recherches, non seulement dans la tête et le pied de l'hydre, mais aussi dans le développement de l'aile, des pattes et antennes des mouches,dans la régénération des membres d'amphibiens, ou dans la gastrulation des embryons d'oiseaux.

Drapeau de la Catalogne, un exemple de drapeau rayé susceptible de représenter le problème des structures répétitives en embryologie.

Au fil du temps, dans la littérature scientifique, le concept d'information positionnelle s'impose en embryologie expérimentale. Le French flag problem devient, non plus un problème mais un modèle, le French flag model, alors même que Wolpert, dans sa publication initiale, proposait aussi un deuxième modèle ou solution possible, sans information positionnelle, ni gradient de concentrations, un balancing model (modèle d'équilibre) basé sur une auto-organisation locale inspirée d'une théorie de Turing.
En effet, le modèle du drapeau français n'explique pas de façon satisfaisante la formation embryonnaire de structures répétitives (métamérie des arthropodes, somites des vertébrés, phalanges des tétrapodes… Le problème des structures répétitives peut se poser en termes de problème du drapeau rayé (striped flag problem) qui peut être décrit en biomathématique (Modèle de Turing (en)).
Ces deux types de solutions peuvent se combiner, car le problème du drapeau français et celui du drapeau à rayures n'ont pas de solution unique. Le « drapeau » ici est une façon de poser correctement un problème, sans préjuger de sa solution ; c'est une métaphore qui permet de distinguer l'énoncé d'un problème d'une solution (mécanisme explicatif ou modèle).

## Interprétations
Le problème du drapeau français représenterait un concept scientifique crucial : on doit d'abord définir clairement ce que l'on cherche à comprendre, indépendamment des explications possibles, ce qui ouvre la voie à des hypothèses multiples (dont celle du modèle du drapeau français) qui peuvent être étudiées ou vérifiées séparément.
Le modèle du drapeau français a été notamment défendu par le biologiste Peter Lawrence. Christiane Nüsslein-Volhard a identifié le premier morphogène, le bicoïd, un facteur de transcription présent en gradient dans l'embryon syncytial de la drosophile. Plus tard, les équipes de Gary Struhl et Stephen Cohen ont démontré qu'une protéine baptisée decapentaplégique (qui se trouve être l'homologue du TGFβ humain chez la drosophile) jouait le rôle de morphogène pendant les stades de développement plus tardifs.
Parmi les autres morphogènes connus, on trouve la Sonic hedgehog, les wingless, l'EGF et le Fibroblast Growth Factor. Un composé chimiquement simple comme l'acide rétinoïque peut également jouer le rôle de morphogène.
Un reproche fait à l'abandon du terme problème pour lui substituer le terme de modèle est de rétrécir le champ de questionnement, notamment par un biais de confirmation. À ne vouloir chercher que des gradients de concentrations moléculaires, on ne peut que trouver des gradients de concentration, en se désintéressant d'autres modèles possibles.